# Chalaca
Chalaca (gruz. ხალაწა, oset. Халасхох, Халацъа) – szczyt w pasmie Kaukazu. Leży na granicy między Osetią Południową (Gruzją) a Rosją. Jest to najwyższy szczyt nieuznawanej Osetii Południowej.